# Athuman Mambosasa
Athuman Mambosasa (né à une date inconnue) est un joueur de football international tanzanien, qui évoluait au poste de gardien de but.

## Biographie

### Carrière en sélection
Il participe avec l'équipe de Tanzanie à la Coupe d'Afrique des nations de 1980 organisée au Nigeria. Lors de cette compétition, il joue un match contre le Nigeria.